# ثقافة لوديان

خريطة ثقافة لوديان وثقافات العصر الحجري الحديث الفخارية الأخرى في جنوب بلاد الشام.

ثقافة لوديان Lodian culture أو حضارة أريحا التاسعة هي حضارة أثرية فخارية من العصر الحجري الحديث في جنوب بلاد الشام يرجع تاريخها إلى النصف الأول من الألفية الخامسة قبل الميلاد، وتوجد جنبا إلى جنب مع حضارتي اليرموك والنزانيم. تظهر الثقافة اللودية بشكل رئيسي في المناطق الواقعة جنوب أراضي الثقافة اليرموكية، وفي الشفيلا وبداية السهل الساحلي الإسرائيلي ؛ تلال الخليل، وفي المناطق الصحراوية حول البحر الميت وجنوبه.
تتميز ثقافة لوديان او ثقافة أريحا التاسعة بالفخار المميز. تم التعرف عليها لأول مرة من قبل جون جارستانج أثناء حفرياته في الطبقة التاسعة التي تحمل نفس الاسم في أريحا. في وقت لاحق، صاغ توماس ليفي مصطلح لوديان، ونقل موقع النمط إلى موقع اللد، الذي تم التنقيب عنه لأول مرة بواسطة جاكوب كابلان في الخمسينيات من القرن العشرين. لقد كانت العلاقة بين ثقافة لوديان وثقافتي العصر الحجري الحديث الفخاريتين الأخريين في جنوب بلاد الشام، ثقافة اليرموك وثقافة وادي رابا، موضع نقاش لسنوات عديدة. وزعم ليفي أن هذه كانت تقليدًا قصير العمر ولكنه متميز نشأ بعد اليرموك وقبل وادي رابا. 

## المنازل
كانت معظم اماكن السكن المعروفة المرتبطة بثقافة لوديان صغيرة وعابرة. من المواقع القليلة التي تم العثور على بقايا معمارية فيها، يبدو أن السكان كانوا يعيشون في هياكل دائرية شبه جوفية، 2–3 م (6 قدم 7 بوصة–9 قدم 10 بوصة) في القطر، مصنوعة من طوب اللبن. وبجوار الهياكل كان هناك العديد من الحفر التي حفرها هؤلاء السكان. قاموا بتربية الحيوانات الأليفة، بما في ذلك الأغنام والماعز والأبقار والخنازير، كما قاموا أيضا بصيد الغزلان البرية. من المفترض أنهم قاموا بزراعة المحاصيل النموذجية للعصر الحجري الحديث، مثل الحبوب والبقوليات، ولكن لم يتم العثور على أي دليل أثري نباتي من مواقع لوديان لتأكيد ذلك.

### المواقع
تشمل المواقع التي تحتوي على مواد لوديان أريحا، واللد، وتل مجدو، والغروبة، ويسودوت، وتلليوت باتاشي، وتل لخيش، وتل علي، وأبو زريق، ووادي شعيب، وباب الذراع، وخربة الذريح، ونزانيم، وتل الأساور.

### المدافن
تم العثور على عدد قليل جدًا من المدافن في مواقع لوديان. ربما تخلص السكان من موتاهم بطرق أخرى غير الدفن، أو استخدموا مقابر مخصصة بعيدًا عن اماكن السكن والاقامة، كما كان معروف عن ثقافة وادي رابا اللاحقة.

## الأدوات المستخدمة
يختلف فخار لوديان قليلاً عن فخار اليرموكي في الشكل والزخارف. أحد الفروق الملحوظة هو التعقيد الأكبر في تحضير المعجون والفرق الآخر هو تنوع أشكال الأوعية. تتميز أواني الفخار اللودية النموذجية بأنها مطلية ومصقولة، مع زخارف هندسية مميزة. ومن بين هذه الأنواع جرة أريحا التاسعة، التي تتميز بمظهرها الأكثر شيوعًا في الثقافة اللودية. عادة ما يكون له حافة مستديرة ورقبة متسعة ومقبضان سميكان ملتويان من الرقبة العلوية إلى الكتفين.
تهيمن على صناعتها الحجرية أدوات الرقائق، بما في ذلك العديد من الأنواع المميزة من رؤوس الأسهم (رؤوس هابارسا، ونيزانيم، وهرتسليا) وشفرات المنجل. اختفت الأنوية ثنائية القطب، والتي كانت شائعة في الثقافات السابقة، خلال العصر اللودي. تعتبر التماثيل والأشياء الطقسية الأخرى نادرة بشكل ملحوظ في التجمعات اللودية، على عكس التجمعات اليرموكية. منطقة أدوات الصوان تشبه أيضًا تلك الموجودة في اليرموكيان. أحد الأنواع المميزة لأدوات الصوان التي تنفرد بها ثقافة لوديان هو المنجل المستطيل الشكل، والذي تم تصميمه باستخدام رقائق الضغط.